# كاليفالا (روسيا)
كاليفالا (بالروسية: Калевала)‏ هي مستوطنة حضرية والمركز الإداري لمنطقة كاليفالسكي في جمهورية كاريليا، روسيا. اعتبارًا من إحصاء 2010، كان عدد سكانها 4529.

## تاريخ
كانت تُسمّى أوختا (بالروسية: Ухта)‏ حتى سنة 1963، عندما أعيد تسميتها بعد ملحمة كاليفالا الفنلندية.

## الوضع الإداري والبلدي
في إطار التقسيمات الإدارية، تعمل كاليفالا كمركز إداري لمقاطعة كاليفالسكي، والتي تعد جزءًا منها. بصفتها قسمًا بلديًا، تم دمج كاليفالا، جنبًا إلى جنب مع منطقة ريفية واحدة (مستوطنة Kuusiniyemi) داخل منطقة بلدية كاليفالسكي كمستوطنة كاليفالسكوي الحضرية.

## المناخ
كاليفالا لديها مناخ شبه قطبي. مناخها معتدل إلى حد ما بسبب قربها النسبي من المناطق البحرية المعتدلة، مما يضمن فصول الشتاء التي تكون صالحة للسكن أكثر من المناطق الواقعة في الشرق. ومع ذلك، فإن فصل الشتاء هو المهيمن، بينما فصل الصيف قصير وبارد.
| البيانات المناخية لـكاليفالا                      | البيانات المناخية لـكاليفالا | البيانات المناخية لـكاليفالا | البيانات المناخية لـكاليفالا | البيانات المناخية لـكاليفالا | البيانات المناخية لـكاليفالا | البيانات المناخية لـكاليفالا | البيانات المناخية لـكاليفالا | البيانات المناخية لـكاليفالا | البيانات المناخية لـكاليفالا | البيانات المناخية لـكاليفالا | البيانات المناخية لـكاليفالا | البيانات المناخية لـكاليفالا | البيانات المناخية لـكاليفالا |
| الشهر                                             | يناير                        | فبراير                       | مارس                         | أبريل                        | مايو                         | يونيو                        | يوليو                        | أغسطس                        | سبتمبر                       | أكتوبر                       | نوفمبر                       | ديسمبر                       | المعدل السنوي                |
| ------------------------------------------------- | ---------------------------- | ---------------------------- | ---------------------------- | ---------------------------- | ---------------------------- | ---------------------------- | ---------------------------- | ---------------------------- | ---------------------------- | ---------------------------- | ---------------------------- | ---------------------------- | ---------------------------- |
| متوسط درجة الحرارة الكبرى °م (°ف)                 | −9.2 (15.4)                  | −8.7 (16.3)                  | −2.7 (27.1)                  | 3.1 (37.6)                   | 10.2 (50.4)                  | 16.9 (62.4)                  | 19.6 (67.3)                  | 16.8 (62.2)                  | 10.5 (50.9)                  | 3.7 (38.7)                   | −2.3 (27.9)                  | −6.7 (19.9)                  | 4.3 (39.7)                   |
| المتوسط اليومي °م (°ف)                            | −13.2 (8.2)                  | −12.8 (9.0)                  | −7.4 (18.7)                  | −1.3 (29.7)                  | 5.5 (41.9)                   | 12.2 (54.0)                  | 15.1 (59.2)                  | 12.7 (54.9)                  | 7.2 (45.0)                   | 1.3 (34.3)                   | −5.1 (22.8)                  | −10.3 (13.5)                 | 0.3 (32.6)                   |
| متوسط درجة الحرارة الصغرى °م (°ف)                 | −17.1 (1.2)                  | −16.9 (1.6)                  | −12.1 (10.2)                 | −5.6 (21.9)                  | 0.9 (33.6)                   | 7.6 (45.7)                   | 10.6 (51.1)                  | 8.6 (47.5)                   | 4.0 (39.2)                   | −1.1 (30.0)                  | −7.8 (18.0)                  | −13.9 (7.0)                  | −3.6 (25.6)                  |
| الهطول مم (إنش)                                   | 29 (1.1)                     | 24 (0.9)                     | 25 (1.0)                     | 28 (1.1)                     | 40 (1.6)                     | 60 (2.4)                     | 66 (2.6)                     | 72 (2.8)                     | 62 (2.4)                     | 47 (1.9)                     | 45 (1.8)                     | 32 (1.3)                     | 530 (20.9)                   |
| المصدر: http://en.climate-data.org/location/8458/ |                              |                              |                              |                              |                              |                              |                              |                              |                              |                              |                              |                              |                              |